# Украинцы в Армении
Украинцы в Армении (укр. Українці у Вірменії, арм. Ուկրաինացիները Հայաստանում) — одна из этнических общин на территории Армении.
Согласно переписи 2011 года в Армении зафиксировано 1176 украинцев, которые являются пятым по численности национальным меньшинством. Большинство украинцев проживает в Ереване, а также в городах Ванадзор, Гюмри, Раздан, Иджеван и Севан.

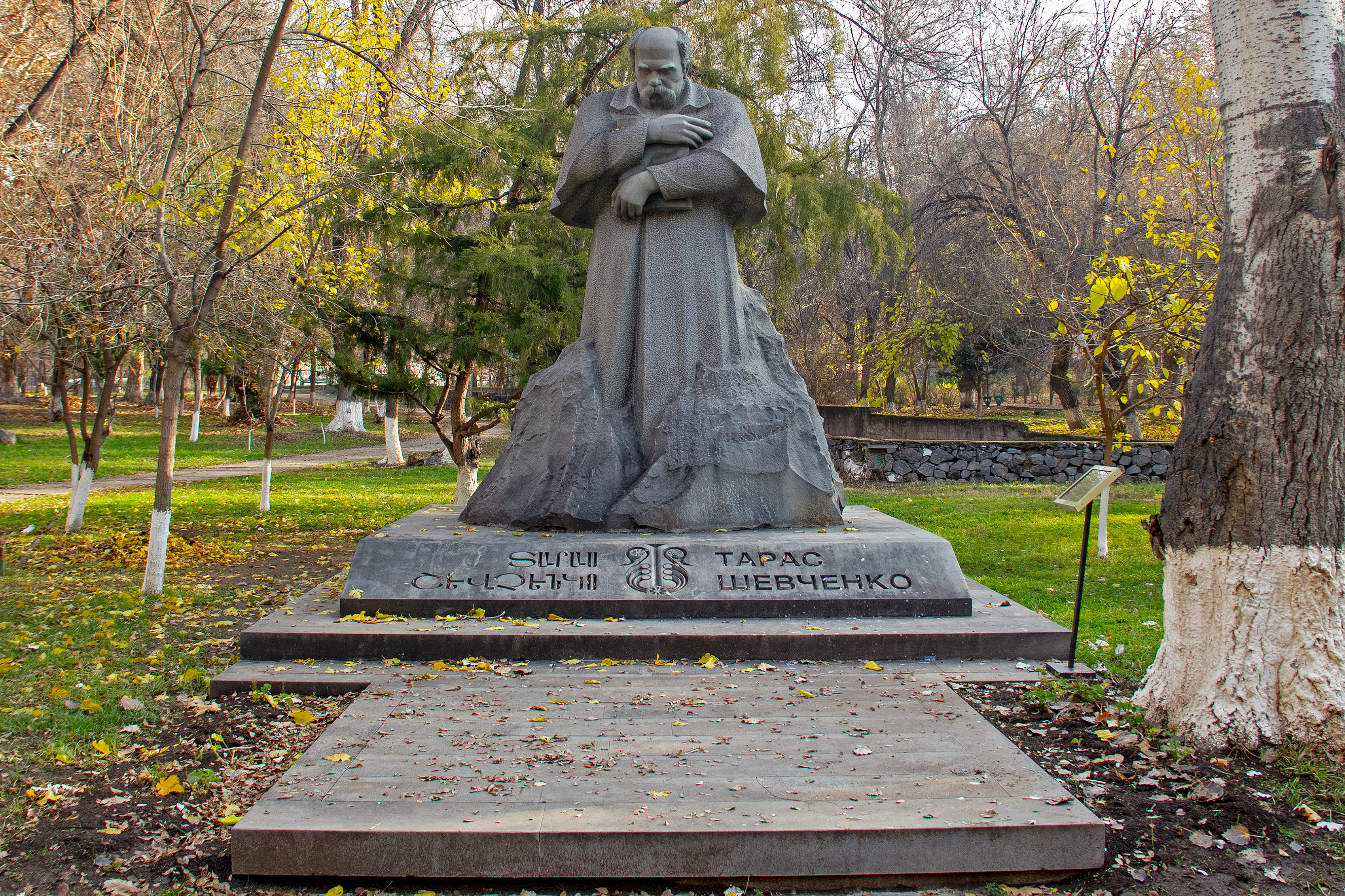
Памятник Тарасу Шевченко в Ереване

## История
Первые исторические связи населения современной Украины с армянами известны со времен царя Тиграна Великого и Митридата Понтийского во II—I вв. до н. э. Позднее в V—V и ст н. э. византийские императоры армянского происхождения имели военные отряды в окрестностях своей империи, в том числе в Крыму.
В XI веке. после вторжения в Армению турок-сельджуков многие армяне эмигрируют в Крым. Они расселяются преимущественно в горном юго-восточном Крыму — Кафе (Феодосии) и Судаке.
История первого на территории Армении украинского поселения относится к XIX в., в тот момент как правительство царской России принимает решение переселить на Южный Кавказ «малороссийских казаков» из Полтавской и Черниговской губерний.
В советское время многие украинцы приезжали в Армению по распределению на работу после обучения в вузах. Если в настоящее время армянская диаспора на Украине сосредоточена преимущественно на Донбассе, в Киевской, Львовской и Харьковской областях, то для этнических украинцев в Армении характерно дисперсное проживание, что связано с немногочисленностью украинской диаспоры. Можно выделить такие города как Ереван, где проживает большинство этнических украинцев, а также Ванадзор, Гюмри, Раздан, Иджеван и Севан.

## Демографическая статистика
По данным переписей населения, наибольшее количество украинцев в Армении проживало в 1979 году — 8 900 человек.
В дальнейшем, после Спитакского землетрясения в декабре 1988 года и распада СССР, численность украинцев как и других национальных общин Армении — сокращается по причине эмиграции. 
|          | перепись 2011 г. | перепись 2001 г. | перепись 1989 г. | перепись 1979 г. | перепись 1970 г. | перепись 1959 г. | перепись 1939 г. | перепись 1926 г. |
| -------- | ---------------- | ---------------- | ---------------- | ---------------- | ---------------- | ---------------- | ---------------- | ---------------- |
| Украинцы | 1 176 (0,04 %)   | 1 633 (0,05 %)   | 8 341 (0,2 %)    | 8 900 (0,3 %)    | 8 390 (0,3%)     | 5 593 (0,3%)     | 5 496 (0,4 %)    | 2 826 (0,3 %)    |

По данным переписи 2011 года большинство украинцев Армении указало свою религиозную принадлежность к Армянской апостольской церкви, 30,6 % украинцев были православными.

## Украинские организации в Армении
В 1995 году в Армении была создана Федерация украинцев Армении «Украина» (общественная организация), которая проводит активную работу, направленную на удовлетворение потребностей армянского украинства, сохранение и пропаганду украинской культуры, традиций, обычаев. Председатель Федерации — Явир Романия Николаевна. Руководством Федерации созданы региональные отделения в городах Ванадзор, Гюмри, Раздан, Иджеван и Севан.
Федерация украинцев Армении «Украина» имеет свой печатный орган — журнал «Днепр — Славутич», который выходит раз в месяц на украинском и армянском языках. В апреле 2007 года газета отметила свое 10-летие. При Федерации созданы четыре любительских коллектива, а в апреле 2008 г. — молодежная организация «Украинская молодежь Армении». В рамках украинской общины функционируют такие любительские художественные коллективы: Украинский хор «Днепр» (г. Ереван), Ансамбль украинской песни «Вербиченька» (г. Ванадзор), Детский ансамбль «Колокольчик» (г.Ереван), Детский хореографический ансамбль «Малютка» (г. Ереван).
Поскольку права нацменьшинств защищены статьей 37 Конституции Республики Армения, согласно которой: «Граждане, принадлежащие к национальным меньшинствам, имеют право на сохранение традиций, развитие языка и культуры», украинцы пользуются равными правами на территории страны проживания. Армянское государство в меру своих возможностей заботится об обеспечении прав и потребностей национальных меньшинств, в частности, путем бюджетного финансирования. Так в 2005 году государством было выделено в пользование здание — Культурный центр национальных меньшинств — где украинцы, вместе с другими нацменьшинствами Армении, имеют возможность удовлетворять свои потребности, проводить культурно-образовательные мероприятия. Однако, учитывая экономические, социальные проблемы, с которыми сталкиваются все граждане Армении, эта поддержка желает лучшего.
Национальные меньшинства республики без всяких ограничений отмечают свои национальные праздники, развивают и пропагандируют свои традиции и духовные ценности путем организации различных мероприятий, выставок, фестивалей художественного творчества.
По информации Агентства миграции Министерства территориального управления Республики Армения, в настоящее время помимо этнических украинцев граждан Армении на территории республики постоянно или временно проживают около 1000 граждан Украины.

## Увековечение памяти Т. Г. Шевченко в Армении
|  |  |  |

В апреле 2014 года в столице Армении Ереване в школе имени Т. Г. Шевченко состоялось торжественное открытие зала-музея имени Т. Г. Шевченко.
В этом мероприятии приняли участие министр образования и науки Армении А. Г. Ашотян, префект центрального округа Еревана А. А. Садоян, представители украинской общины и посольства Украины в Армении и другие.

В своем обращении к участникам торжества министр образования и науки Армении А. Г. Ашотян отметил, что
открытие зала-музея имени Т.Г.Шевченко, 200-летие со дня рождения которого широко отмечается во всем мире, в частности в Армении, является свидетельством братских отношений между народами Украины и Армении, которые имеют многовековую историю